# Fusillade du 15 juillet 2024 à Mascate
La fusillade du 15 juillet 2024 de Mascate est une fusillade de masse survenue le 15 juillet 2024 à la mosquée chiite Imam Ali à Mascate, à Oman, faisant six morts (sans compter les auteurs) et entre 30 et 50 blessés. Les trois auteurs de l'attaque sont tués par les forces de sécurité,. L'État islamique revendique la responsabilité de l'attaque, ce qui en fait la première attaque du groupe dans le pays.

## Contexte
Oman est majoritairement musulman, la plupart des habitants étant sunnites et ibadites, tandis que les chiites représentent environ 5% de la population du pays.
L'État islamique a un historique de sentiments anti-chiites, ayant notamment mené des violences considérables contre les chiites lors de la guerre civile syrienne et la seconde guerre civile irakienne. Cependant, ils n'a jamais revendiqué la responsabilité d'une attaque à Oman avant la fusillade.

## Attentat
La fusillade a lieu alors que des fidèles chiites célèbrent la veille de l'Achoura à la mosquée Imam Ali, fréquentée fréquemment par des expatriés sud-asiatiques dans le quartier de Wadi Kabir (en) à Mascate. Des hommes armés ouvrent le feu depuis un bâtiment proche de la mosquée avant de pénétrer dans l'établissement lui-même dans la soirée et d'ouvrir le feu, certains fidèles étant pris en otage avant d'être secourus par les forces de sécurité.
Neuf personnes périssent dans l'attaque, dont un policier (en) et les trois assaillants, tués par les forces de sécurité. Le Pakistan déclare que quatre de ses ressortissants sont tués dans l'attaque, tandis qu'entre 30 et 50 autres sont blessés. L'ambassade de l'Inde à Oman déclare qu'un ressortissant indien est tué et un autre blessé dans l'attaque. L'état d'urgence est déclaré à Wadi Kabir. L'État islamique revendique ensuite la responsabilité de l'attaque.

## Réactions
Le premier ministre pakistanais, Shehbaz Sharif, exprime sa tristesse à la suite de l'attaque et propose l'aide de son gouvernement pour l'enquête. L'ambassade du Pakistan à Oman appelle tous ses ressortissants dans le pays à coopérer avec les autorités omanaises. L'ambassade des États-Unis à Oman émet une alerte de sécurité et annule tous les rendez-vous pour les visas prévus le 16 juillet. Le ministère iranien des Affaires étrangères déclare qu'il est "solidaire d'Oman contre de telles tentatives de semer la discorde".
De nombreux médias soulignent le caractère rare de l'attaque à Oman, un pays du Golfe relativement stable.